# Andrea Seculin
Andrea Seculin (Gorizia, 14 juli 1990) is een Italiaans voetballer die speelt als doelman. In juli 2024 verruilde hij Modena voor Trapani.

## Clubcarrière
Seculin speelde in de jeugd bij Pro Romans, waar hij werd gescout door FC Südtirol. In januari 2008 verruilde hij die jeugdopleiding voor die van Fiorentina. Hij tekende er een contract voor 4,5 half jaar. Fiorentina promoveerde Seculin in het seizoen 2008/09 tot derde doelman van de hoofdmacht. Na de komst van eerst Artur Boruc en later Neto krompen de kansen op speeltijd.
Fiorentina verhuurde Seculin in juli 2011 aan Juve Stabia, op dat moment net gepromoveerd naar de Serie B. Hij concurreerde er voor een basisplaats met Simone Colombi, die voor de winterstop de bovenhand had. Vanaf januari 2012 was Seculin de eerste keus. Hij slaagde er met zijn ploeg in om in te Serie B te blijven. In de zomer besloot Juve Stabia hem nog een seizoen te huren. Fiorentina verkocht Seculin in juli 2013 voor een onbekend bedrag aan Chievo Verona. Daar werd hij gedurende het seizoen 2013/14 opnieuw verhuurd, ditmaal aan Avellino. Ook daarmee speelde hij in de Serie B. Medio 2018 verlengde Seculin zijn verbintenis bij Chievo tot aan de zomer van 2021.
Voorafgaand aan het seizoen 2019/20 huurde Sampdoria hem voor de gehele jaargang. In de zomer van 2021 vertrok Seculin definitief bij Chievo. Via SPAL en Pistoiese kwam hij een jaar later terecht bij Modena. Twee seizoenen later nam Trapani hem over. Een half seizoen later nam zijn oude club Modena hem op huurbasis over.